# Equació el·líptica en derivades parcials
Una  equació el·líptica en derivades parcials de segon ordre  és una equació diferencial parcial de segon ordre de tipus:
{\displaystyle Au_{xx}+2Bu_{xy}+Cu_{yy}+Du_{x}+Eu_{y}+F=0\quad }
en la qual la matriu {\displaystyle Z={\begin{bmatrix}A&B\\B&C\end{bmatrix}}} és definida positiva.
Aquesta equació satisfà la condició:
{\displaystyle B^{2}-AC<0.\ }
(Assumint que {\displaystyle u_{xy}=u_{yx}} de forma implícita)
Un exemple d'una equació diferencial parcial líptica és l'equació de Poisson o l'equació de Laplace.